# Venice Borkhorsor
Venice Borkhorsor, de son vrai nom Prawet Ponchiengkwang, est un boxeur thaïlandais né le 6 avril 1950 à Nakhon Phanom.

## Carrière
Passé professionnel en 1968, il devient champion du monde des poids mouches WBC le 29 septembre 1972 après sa victoire par arrêt de l'arbitre au 10e round contre Betulio González. Borkhorsor conserve son titre face à Erbito Salavarria puis le laisse vacant après sa victoire le 10 juillet 1973 contre Julio Guerrero pour tenter de remporter la ceinture WBC des poids coqs. Il échouera le 13 octobre 1973 contre Rafael Herrera et mettra un terme à sa carrière de boxeur en 1980 sur un bilan de 49 victoires et 8 défaites.